# 聖安東尼奧德爾蒙特
聖安東尼奧德爾蒙特（西班牙語：San Antonio del Monte），是薩爾瓦多的城鎮，位於該國西部，由松索納特省負責管轄，面積25.11平方公里，海拔高度212米，2007年人口26,902，人口密度每平方公里1,071.37人。
13°43′N 89°44′W / 13.717°N 89.733°W